# Салаці
40°33′53″ пн. ш. 110°31′54″ сх. д. / 40.5646153° пн. ш. 110.5315905° сх. д.
Салаці (кит. 萨拉齐站, пін. Sàlāqí Zhàn) — залізнична станція в КНР, розміщена на Цзінін-Баотоуській залізниці між станціями Саньбусу і Наньюаньцунь.
Розташована в селищі Салачи у межах хошуну Тумед – Правий стяг (автономний район Внутрішня Монголія).